# Newton (New Jersey)
Newton è un comune degli Stati Uniti d'America, capoluogo della Contea di Sussex, nello Stato del New Jersey.
Secondo il censimento degli Stati Uniti, fatto nel 2010, la popolazione della cittadina era di 7 997 persone.
Qua nacque il politico Ardolph Loges Kline.